# Barranc de les Alzines
El Barranc de les Alzines és un curs fluvial del terme de Reus a la comarca catalana del Baix Camp.
S'inicia vora el Mas del Fideuer, entre la via i la carretera de Montblanc, ara C-14. Baixa en direcció sud-sud-est per la partida del Burgar, paral·lel a la riera del Pi del Burgar pel seu cantó est. En aquest tram, és també camí, el camí de les Alzines, transitable quan no baixa el barranc. També se li ajunta el camí de la Selva a Salou, que passa un bocí pel llit d'aquest barranc. Passa vora el Mas del Burgar i del Mas del Negrillo, travessa la carretera de Sant Ramon i entra al terme de Constantí, on se'l coneix com a barranc del Mas del Caselles, per passar a la vora d'aquest mas. Bastant endins del terme de Constantí s'ajunta amb el barranc Brut per formar el barranc del Mas del Sol, i més avall es troba amb la riera de la Sisena. Quan el curs d'aigua torna a entrar al terme de Reus, pel Camp d'Aviació, rep el nom de Riera de la Boella i de la Selva, ja que passa vora del mas de la Boella.